# Замок Корф

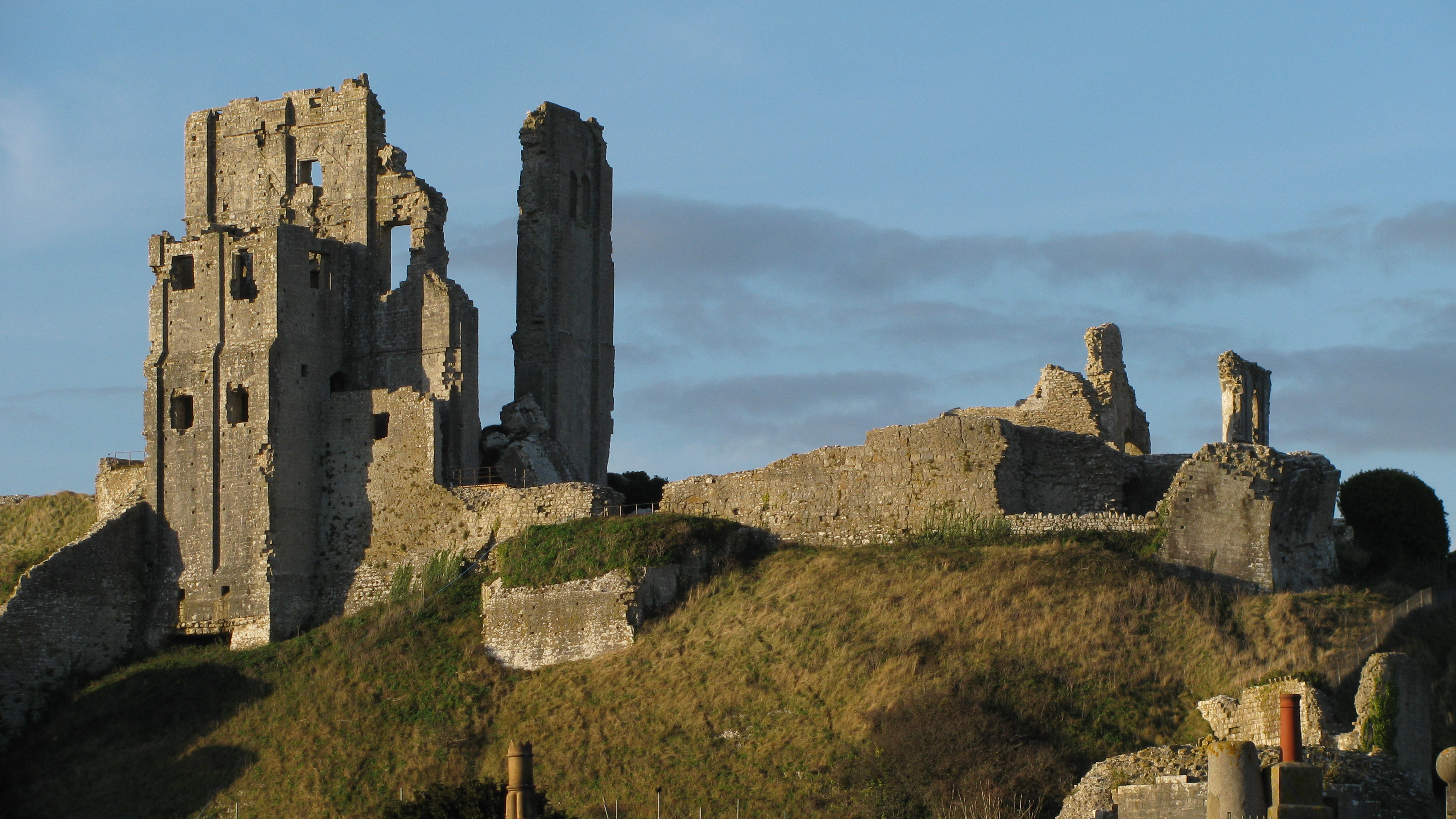
Руины замка.

Руины замка Корф (англ. Corfe Castle), одного из самых живописных исторических памятников на юге  Англии, расположены около тихой просёлочной дороги, пролегающей через холмы Пурбэк (англ. Purbeck Hills) в графстве Дорсет.

## История
Изначально на месте замка находился саксонский форт, где, согласно местной легенде, был жестоко убит молодой король Святой Эдуард, павший от рук приближённых своей мачехи.
После покорения Англии Вильгельмом Завоевателем на месте нынешнего замка была сооружена Норманнская башня, для контроля основных маршрутов между Свонеджом и Вархэмом, а также для защиты со стороны моря. Местные жители, призванные на строительство замка, использовали для его возведения камень, добытый в каменоломнях Пурбека, за это им были гарантирована сохранность их земельных наделов и жилья, а также дано право использовать замок в качестве убежища при нападении врагов. 
С 1199 года в течение семнадцати лет король Иоанн Безземельный посещал замок, используя его в качестве резиденции во время охотничьих забав. Он также использовал замок в качестве тюрьмы и места казни осуждённых. В это время проводится ряд усовершенствований фортификаций замка, которые продолжились в XIII веке во время правления  Генриха III.
В 1572 году королева Елизавета I продала замок Корф своему лорд-канцлеру, сэру Кристоферу Хаттону. Он преобразовал замок из военной крепости в прекрасное место для жительства, потратив значительные суммы на его ремонт.
В 1635 году замок был приобретен сэром Джоном Бэнксом. После его смерти, во время Гражданской войны, его вдова леди Мэри была вынуждена защищать замок от армии парламента, осадившей Корф в 1643 году. Овладеть замком парламентским силам удалось лишь через три года, в 1646 году. Они заняли его для предотвращения использования замка роялистами. Однако ключи от замка были возвращены Леди Бэнкс. Они и сегодня хранятся в родовом имении Бэнксов «Кингстон-Лэйси». 
После Гражданской войны замок впал в запустение, постепенно становясь источником строительного камня для близлежащего городка. С 1982 года замок находится под опекой Национального Фонда.